# 分界镇 (高州市)
分界镇，是中华人民共和国广东省茂名市高州市下辖的一个乡镇级行政单位，因此地枕头岭南坡古为茂名、电白两县分界线而得名，后形成分界圩。民国时期称保安乡，1957年设分界乡，1958年成立分界公社，1983年改区，1987年建镇。镇政府驻分界圩。分界镇是高州市四大中心镇之一，西南片区（包括分界镇、谢鸡镇、新垌镇、云潭镇、泗水镇、根子镇）核心镇，该镇以荔枝、龙眼为特色产业。

## 行政区划
分界镇下辖以下地区：
分界社区、分界村、大塘村、东方村、学福村、南山村、新坡村、谢宵村、松木山村、丰林村、储良村、飞马村和世华村。